# Dimităr Stančov
Dimitǎr Janev Stančov (in bulgaro Димитър Янев Станчов?; Svištov, 21 maggio 1863 – Sofia, 23 marzo 1940) è stato un diplomatico e politico bulgaro che ricoprì l'incarico di primo ministro ad interim del principato di Bulgaria dal 12 al 16 marzo 1907 in seguito all'assassinio di Dimităr Petkov.
Stančov servì anche come ministro degli esteri in due gabinetti, così come ambasciatore nel Regno Unito (1908 e 1920-1921), in Francia (1908-1915), in Belgio (1910-1915 e 1922-1924), in Italia (1915) e nei Paesi Bassi (1922-1924). Fu un attivo sostenitore della non-entrata in guerra della Bulgaria allo scoppio del primo conflitto mondiale, motivo per cui fu temporaneamente rimosso dal suo incarico. Nel 1919, dopo la sconfitta bulgara, fu il segretario della delegazione bulgara che firmò il trattato di Neuilly. Si dimise poi dai suoi incarichi diplomatici nel 1924 in seguito al disaccordo con le politiche di destra del governo di Aleksandăr Cankov.
Dal 1925 al 1929 fu presidente del Comitato Olimpico Bulgaro.
Stančov si sposò con Anna de Grenaud nel 1889. Una dei cinque figli della coppia, Nadežda Stančova, divenne in seguito la prima donna bulgara a ricoprire un incarico diplomatico tra gli anni dieci e gli anni venti.

## Fonti
- Tašo Tašev, Министрите на България 1879-1999, Sofia, АИ „Проф. Марин Дринов“ / Изд. на МО, 1999, ISBN 978-954-430-603-8, /.